# Synagoge (Lissabon)

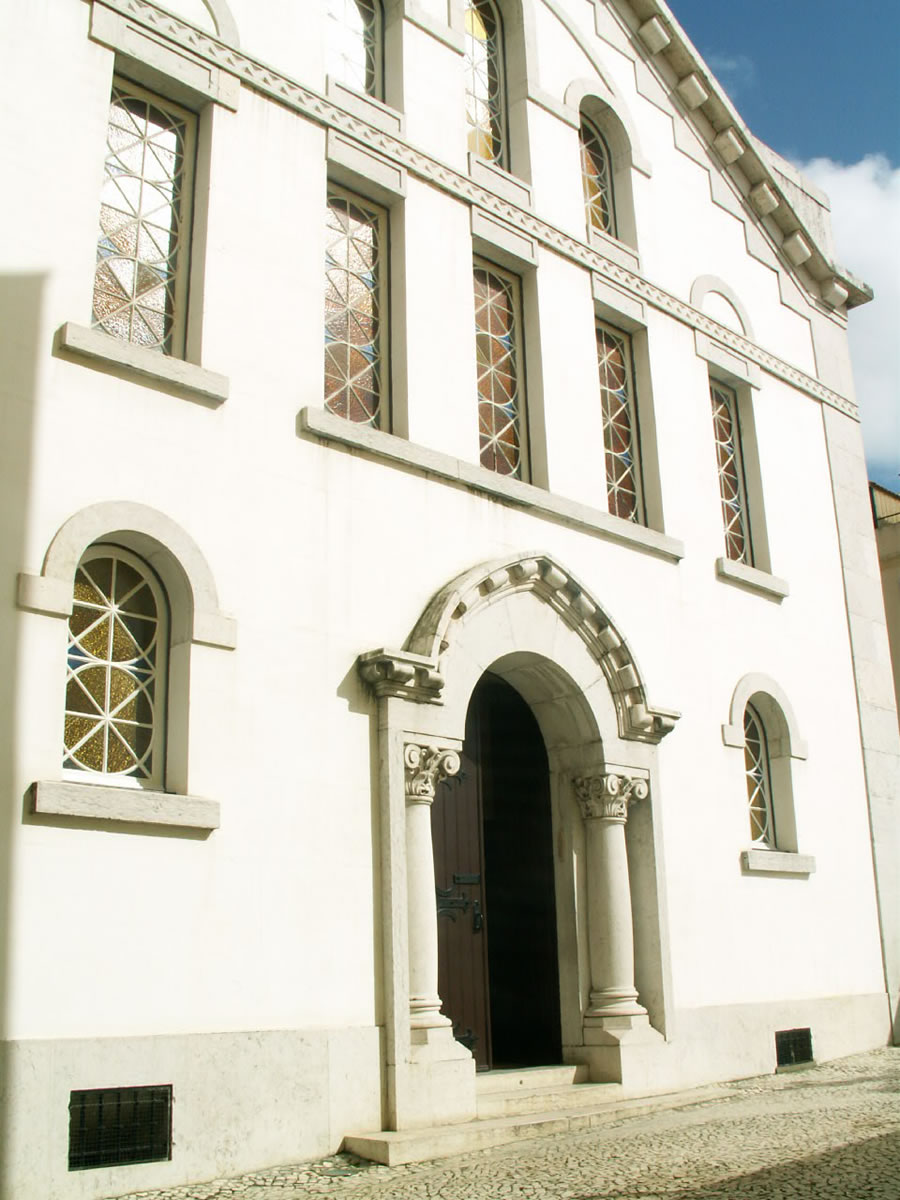
Synagoge in Lissabon

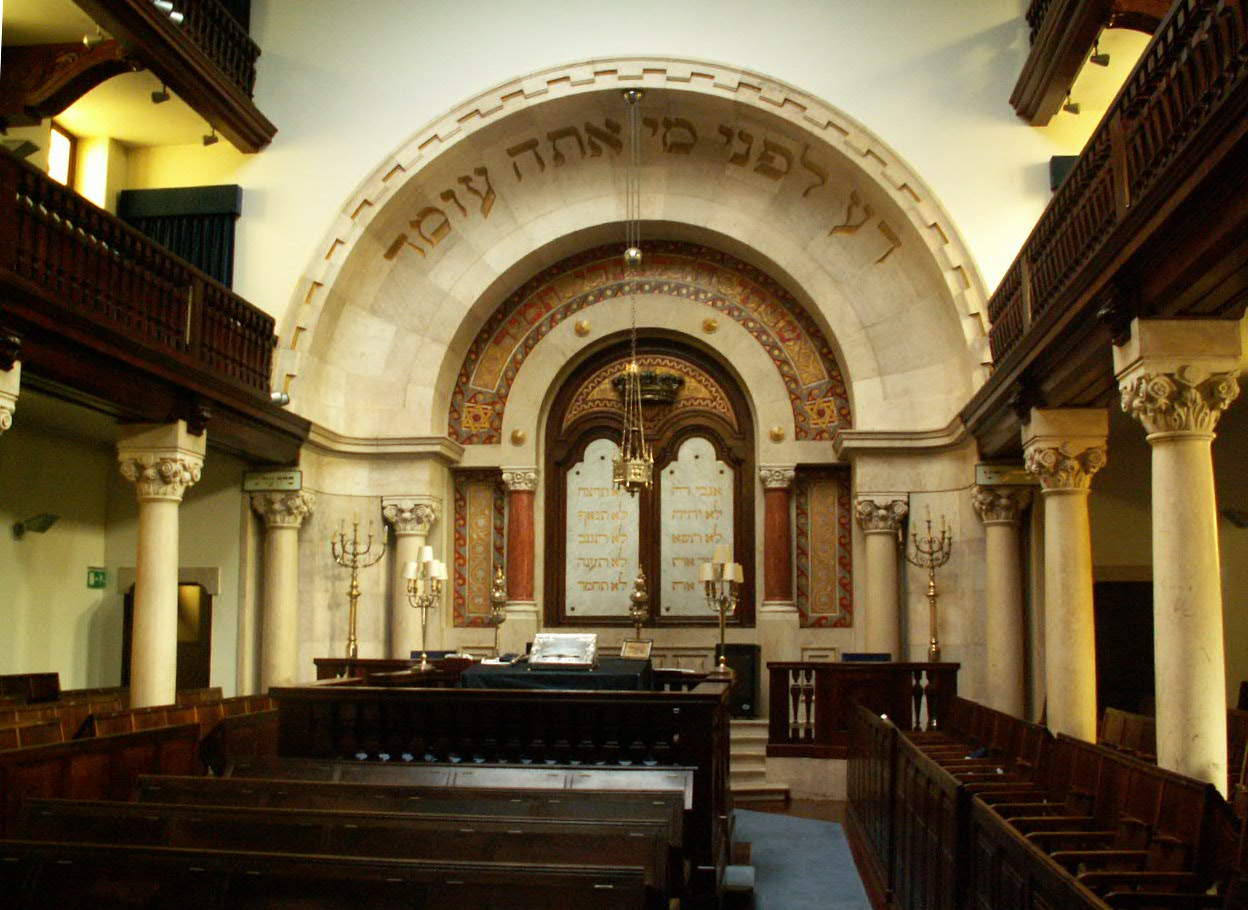
Innenansicht

Die Synagoge in Lissabon, der Hauptstadt von Portugal, wurde von 1902 bis 1904 errichtet. Die Synagoge befindet sich an der Rua Alexandre Herculano Nr. 59.

## Geschichte
Die Synagoge im Stil des Historismus wurde nach Plänen des Architekten Miguel Ventura Terra (1866–1919) erbaut. Die Hauptfassade des Gebäudes geht zu einem Innenhof, da es zur Erbauungszeit verboten war, nichtchristliche Sakralbauten sichtbar an einer Straße zu erbauen. Der Synagogenbau war der erste in Portugal seit Ende des 15. Jahrhunderts (siehe Alhambra-Edikt).
Eine Vergrößerung der Synagoge erfolgte im Jahr 1948 unter der Leitung des Architekten Carlos Ramos.